# L'Astragale (film, 1968)
Pour les articles homonymes, voir Astragale.
Pour plus de détails, voir Fiche technique et Distribution.
L'Astragale est un film français de Guy Casaril sorti en 1968, inspiré du roman du même nom  d'Albertine Sarrazin.

## Synopsis
Anne, dix-neuf ans, s'évade de prison afin de rejoindre une amie récemment libérée. En sautant le mur de la prison elle se blesse au pied : fracture de l'astragale. Julien, un truand, la recueille, la soigne et lui fait découvrir l'amour passion. Anne tombe très amoureuse mais Julien la néglige. Après l'arrestation de celui-ci, Anne se livre à la prostitution et au vol, mettant de l'argent de côté pour vivre un jour heureuse avec lui.

## Fiche technique
- Titre : L'Astragale
- Réalisation : Guy Casaril
- Scénario et dialogue : Guy Casaril d'après le roman L'Astragale d'Albertine Sarrazin (éditions Jean-Jacques Pauvert)
- Assistants réalisateur : Jean Couturier et Daniel Imbert
- Directeur de la photographie : Edmond Richard
- Opérateur : Bernard Sury, assisté de André Clément et Henri Théron
- Montage : Nicole Gauduchon, assistée de Jean-François Gallaud et Muriel Varnier
- Directeur artistique : Pierre Braunberger
- Décors : Eric Simon
- Maquillage : Aïda Carange
- Coiffures : Lorca
- Photographe de plateau : Georges Pierre
- Script : Sonia Salvy
- Régisseur général : Charlotte Fraisse, assistée de Bernard Théry
- Son : Pierre-Louis Calvet (crédité Pierre Calvet) et Jacques Lebreton
- Montage son : Geneviève Vaury
- Musique originale : Joss Baselli
- Producteurs : Pierre Braunberger, Artur Brauner et Nat Wachsberger
- Directeur de production : Roger Fleytoux
- Conseiller à la production : Robert Woog
- Secrétaire de production : Ida Fassio
- Sociétés de production : Les Films de la Pléiade (Paris) et CCC Filmkunst (Berlin)
- Pays d'origine :  France /  Allemagne de l'Ouest
- Format : Pellicule 35 mm - 1,65:1 - couleurs (Eastmancolor) - son mono
- Genre : Drame
- Durée : 97 minutes
- Distribution : Valoria films
- Visa d'exploitation : 34.644
- Date de sortie : 19 décembre 1968 en France
- Box office : 1 875 409 entrées en France
- Film interdit aux moins de 18 ans à sa sortie

## Distribution
- Marlène Jobert : Anne
- Horst Buchholz : Julien
- Magali Noël : Annie "la cravate"
- Claude Génia : La mère de Julien
- Georges Géret : Jean
- Jean-Pierre Moulin : Eddy
- Gisèle Braunberger : Nini (créditée Gisèle Hauchecorne)
- Claude Marcault : Rolande
- Raoul Delfosse : Pierre
- Jürgen Draeger : Pedro
- Martine Ferrière : L'infirmière
- Olivier Mathot : Le réceptionniste
- Brigitte Grothum : Ginette
- Raymond Meunier : Le routier
- Guy Saint-Jean : Le beau-frère d'Annie
- Michel Robin : L'automobiliste
- Raoul Saint-Yves : Un inspecteur
- Nicole Pescheux
- Eugène Berthier
- Arlette Balkis

## Autres adaptations
- Au cinéma : L'Astragale, 2015, réalisation de Brigitte Sy, avec Leïla Bekhti et Reda Kateb
- Au théâtre : Albertine Sarrazin, 2008, mise en scène de Raymond Savary